# Gongromastix indica
Gongromastix indica är en tvåvingeart som beskrevs av Grover 1964. Gongromastix indica ingår i släktet Gongromastix och familjen gallmyggor. Inga underarter finns listade i Catalogue of Life.